# Universidade de Málaga
A Universidade de Málaga (UMA; em castelhano: Universidad de Málaga) é uma instituição de ensino superior pública em Málaga, Andaluzia, na Espanha. Fundada em 18 de agosto de 1972, conta com mais de 40.000 alunos. Seu atual reitor é José Ángel Narváez Bueno.
Seus centros estão distribuidos, atualmente, em 2 campi principais: o Campus de Teatinos e Campus de El Ejido, localizados na cidade de Málaga.